# 구리모토 히로키
구리모토 히로키(일본어: 栗本 広輝, 1990년 6월 16일~)는 일본의 축구 선수이다.

## 구단 경력
그는 2013년 일본 풋볼 리그의 혼다 FC에 입단했다. 2018년까지 172경기에 출전하여, 34득점을 넣었다. 2019년부터 2021년까지 프레즈노 FC, 콜로라도스프링스 스위치백스 FC, OKC 에너지 FC에서 뛰었다. 2022년 J2리그의 오미야 아르디자로 이적했다. 2023년까지 43경기에 출전하여, 1득점을 넣었다. 2024년 블라우블리츠 아키타로 이적했다.